# Jean-Baptiste Labey

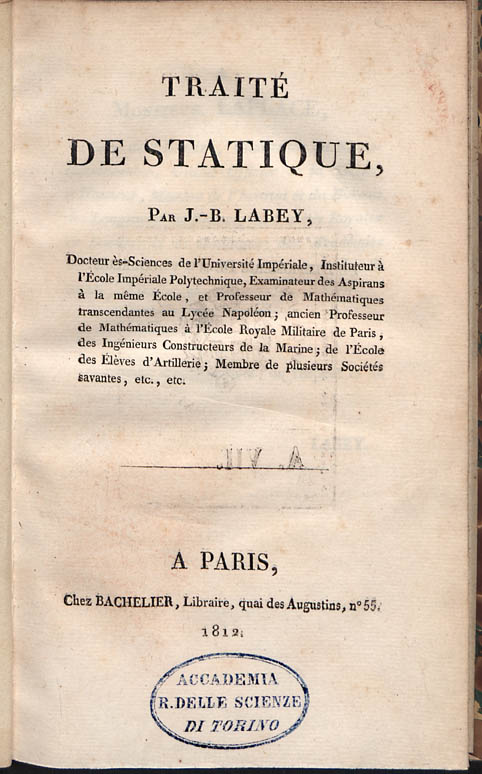
Traité de statique, 1812

Jean-Baptiste Labey (1750 – 1825) è stato un matematico francese, professore alla École militaire.

## Opere
- (FR) Jean Baptiste Labey, Traité de statique, Charles Louis Étienne Bachelier, Louis Courcier (veuve), 1812.